# Ekonomiåret 1960

## Händelser
- 1 januari
  - Den svenska omsättningsskatten, som togs ut under andra världskriget, återinförs med fyra procent på all svensk försäljning.[1]
  - Det nya svenska ATP-systemet träder i kraft, varvid Allmänna pensionsfonden (AP-fonden) inrättas[2] för att förvalta avgifterna till ålderspensioneringen. Fonden är uppdelad på tre delfonder, en för stats- och kommunalanställda, en för anställda vid större företag och en för anställda vid mindre och icke anställda förvärvsarbetare. Medlen får endast placeras som lån till staten, kommuner eller landsting eller som bostadskrediter.
- 18 mars
  - LO och SAF enas om att särskilda kvinnolöner skall avskaffas inom fem år.[3]
- 20 november - Den första gruppen med grekisk arbetskraftsinvandring i Sverige kommer till Södertälje för att arbeta på Scania Vabis.[4]

## Födda
- 1 januari – Mark Walter, amerikansk företagsledare.